# Mine de charbon d'Ensdorf
La mine de charbon d'Ensdorf est une mine de charbon situé en Sarre en Allemagne. Elle n'est plus en activité depuis juin 2012. Elle alimentait la centrale à charbon d'Ensdorf.